# 米伦科·佐里奇
米伦科·佐里奇（1989年4月2日—）生于桑斯基莫斯特，是一名塞尔维亚男子皮划艇运动员，主攻皮艇竞速。他在童年时曾接触过足球，但表现并不理想，因此决定选择另外一项运动，最终在大约10岁时开始接触皮划艇。2017年，他搭档马尔科·托米切维奇在世界锦标赛上获得男子双人皮艇1000米项目的冠军，同年年底，两人获得塞尔维亚奥林匹克委员会颁发的年度最佳男子运动员奖。